# آن دوديك
آن دوديك (بالإنجليزية: Anne Dudek)‏ مواليد 22 مارس 1975 في بوسطن، ماساتشوستس، الولايات المتحدة، هي ممثلة أمريكية بدأت مسيرتها الفنية عام 2000.

## وصلات خارجية
- آن دوديك على موقع IMDb (الإنجليزية)
- آن دوديك على موقع ألو سيني (الفرنسية)
- آن دوديك على موقع أول موفي (الإنجليزية)
- آن دوديك على موقع قاعدة بيانات برودواي على الإنترنت (الإنجليزية)
- آن دوديك على موقع قاعدة بيانات الأفلام السويدية (السويدية)
- آن دوديك على موقع إن إن دي بي (الإنجليزية)
- آن دوديك على موقع قاعدة بيانات الفيلم (الإنجليزية)
- آن دوديك على موقع كينوبويسك (الروسية)